# BROTHER (OKAMOTO'Sの曲)
「BROTHER」（ブラザー）は、OKAMOTO'Sの9枚目のシングル。2016年6月1日にAriola Japan（Sony Music Labels）から発売された。

## 概要
前作『Beautiful Days』から7か月ぶりのシングル。初回生産限定盤には特典DVDが付属する。
表題曲は又吉直樹の小説が原作のNetflix配信ドラマ『火花』の主題歌として書き下ろされた。
ミュージックビデオは山田智和監督が担当し、「前に進みたい気持ちと裏腹に巻き戻されてしまう」というテーマが逆再生の映像で表現されている。
OKAMOTO'Sにとっては本作が平成時代最後のシングルCDとなった。

## 収録曲

### CD
1. BROTHER [4:09]
（作詞・作曲：オカモトショウ / 編曲：OKAMOTO'S & NAOKI (LOVE PSYCHEDELICO)）
  - Netflix配信ドラマ『火花』主題歌。
  - タイトルについてオカモトショウは「ライヴに来ている人たちへ向けて、歌詞にある“おれを誰よりもわかってくれてるあなたに”の一節を届けたい思いもありました。その人達に「お前らブラザーだよ！」と言えるイメージから、タイトルを『BROTHER』にしました」と述べている[4]。
2. Lagoon [5:53]
（作詞・作曲：オカモトショウ / 編曲：OKAMOTO'S）
3. なんかホーリー [3:37]
（作詞・作曲：オカモトコウキ / 編曲：OKAMOTO'S）

### 初回生産限定盤DVD
1. LIVE BOOTLEG SERIES OKAMOTO'S 2015-2016 "LIVE WITH YOU" 2016.1.30 ZEPP DiverCity
2. オカモトーーーク特別編 ヤバコウキ～実録!本当にやっていた曲作り2015～

## クレジット
BROTHER
- オカモトショウ：Vox
- オカモトコウキ：E.Guitars, A.Guitar
- NAOKI (LOVE PSYCHEDELICO)：E.Guitars
- ハマ・オカモト：Bass
- オカモトレイジ：Drums, Percussion
- Recorded & Mixed by 山田ノブマサ

Lagoon
- オカモトショウ：Vox
- オカモトコウキ：E.Guitar
- ハマ・オカモト：Bass
- オカモトレイジ：Drums
- Recorded & Mixed by 青木悠
- Mastering Engineer by 滝口"Tucky"博達 (parasight mastering)

なんかホーリー
- オカモトショウ：Percussion
- オカモトコウキ：Vox, E.Guitar, Keyboards
- ハマ・オカモト：Bass
- オカモトレイジ：Drums
- Recorded & Mixed by 青木悠
- Mastering Engineer by 滝口"Tucky"博達 (parasight mastering)

- Recorded at Studio Sound DALI, studio GREENBIRD, Freedom Studio, Studio BLOOM
- Mixed at amp'box Recording studio, studio GREENBIRD
- Mastered at parasight mastering
- Art Work & Design：YOSHIROTTEN（YAR）